# Parapinnanema harveyi
Parapinnanema harveyi is een rondwormensoort uit de familie van de Chromadoridae. De wetenschappelijke naam van de soort is voor het eerst geldig gepubliceerd in 1975 door Warwick & Coles.